# Isabel Madow
Isabel Yamilé Madow González (Ciudad de México, 5 de octubre de 1975) es una actriz, cantante y modelo mexicana.

## Biografía
Inició su carrera apareciendo en el programa El mañanero como la secretaria siempre callada del payaso, Brozo (interpretado por Víctor Trujillo). En 2003, participó en el programa de telerrealidad Big Brother VIP de México; posteriormente fue invitada a participar en la edición del Gran Hermano en España.
En 2004, participó en el programa La escuelita VIP, producido por del actor y comediante Jorge Ortiz de Pinedo y donde actuó al lado de varios artistas como Luis de Alba, Polo Polo, Chabelo, Luz Elena González, Rafael Inclán, Lorena Herrera, Roxana Martínez y Jorge Muñiz.
En mayo de 2005, apareció en la portada de la edición mexicana de Playboy.
En septiembre de 2006, lanzó al mercado discográfico su primer disco, La Madow, con su primer sencillo: «No soy Intocable». 
En julio de 2008, participa en la telenovela Alma de hierro, producida por Roberto Gómez Fernández, junto a Alejandro Camacho y Blanca Guerra, entre otros.

## Trayectoria

### Cine
- Desnudos  (2004), Rita
- La prima (2018)
- El todas mías (2018)

### Programas de televisión
- El mañanero (2002-2003), secretaria
- La familia P. Luche (2002-2003)
- Gran Hermano (España) (2003)
- Big Brother (México) (2003)
- El show de Cristina (2004)
- La Parodia (2004)
- La escuelita VIP (2004), Isabelita
- Piel de estrellas (2005)
- Los Perplejos (2005-2006)
- Bailando por la boda de mis sueños (2006)
- Todo incluido (2013)
- Como dice el dicho (2016)
- Las estrellas bailan en Hoy (2023)[3]

### Telenovelas
- Alma de hierro (2008), Arabella Gómez
- Corazón salvaje (2009-2010), Brigitte
- Vivir de amor (2024), Wanda Carmín[4]

### Discografía
- La Madow (2006)